# Guillem Ramon V de Montcada i d'Alagó
Guillem Ramon de Montcada i d'Alagó (Sicília, segle XV - Ciminna, Sicília, 1466/68), baró de Caltanissetta fou un noble sicilià.
Fill de Mateu de Montcada i d'Alagó, de qui heretà el comtat. Fou gran conseller de Sicília el 1433, gran camarlenc i virrei de Sicília entre els anys 1429 i 1432.
Fou fet presoner de la República de Gènova després de la derrota a la batalla de Ponça el 1435. Fou recompensat amb el casament amb Giovanna Ventimiglia, baronessa de Ciminna, de qui no tingué fills. El 1466 comprà Agosta al virrei Bernat de Requesens, que deixà al seu fill legitimat, Antoni de Montcada, mentre que la baronia de Caltanissetta passà al seu germà Antoni.